# Tân Phước, Đồng Phú
Tân Phước là một xã thuộc huyện Đồng Phú, tỉnh Bình Phước, Việt Nam.
Xã Tân Phước có diện tích 105,62 km², dân số năm 1999 là 3.607 người, mật độ dân số đạt 34 người/km².

#### Khí hậu
Khí hậu ổ định phân chia 2 mùa rõ rệt. Thời tiết quanh năm nóng ẩm rất thích hợp với các loại cây ăn trái và cây công nghiệp.